# Diocesi di Sala Consilina
La diocesi di Marcelliano o Consilino (in latino Dioecesis Consilina seu Marcellianensis) è una sede soppressa della Chiesa cattolica. Con il nome di Sala Consilina è dal 1968 una sede titolare della Chiesa cattolica.

## Storia
La diocesi di Marcelliano o Consilino (o anche Cosilino) è un'antica sede episcopale della Campania, fondata forse durante il pontificato di papa Marcello I (308-309).
Tre sono i vescovi noti di questa sede: Sabino, menzionato sul finire del V secolo nell'epistolario di papa Gelasio I; Latino, diacono della chiesa di Grumento, eletto attorno al 558/560 e menzionato in una lettera di papa Pelagio I; e Lando, vescovo Cosilino o Consilino, presente al sinodo romano del 743.
Importante testimone della chiesa di Marcelliano (Marcellianum) fu Cassiodoro, che agli inizi del VI secolo visitò la città ed il suo battistero, i cui ruderi si trovano nella contrada San Giovanni in Fonte di Sala Consilina.
La diocesi scomparve dopo l'VIII secolo, al tempo delle guerre iconoclaste che hanno sottratto parte del sud Italia alla giurisdizione ecclesiastica di Roma per unirla a quella del patriarcato di Costantinopoli; e alle concomitanti distruzioni operate dai Saraceni. La diocesi, che si estendeva probabilmente sul Vallo di Diano, fu unita alla diocesi di Paestum-Capaccio.
Dal 1968 Marcelliano o Consilino è annoverata tra le sedi vescovili titolari della Chiesa cattolica con il nome di Sala Consilina; dal 26 ottobre 2022 l'arcivescovo, titolo personale, titolare, è Luigi Roberto Cona, nunzio apostolico in El Salvador.

## Cronotassi

### Vescovi
- Sabino † (prima del 494/495 - dopo il 496 ?)
- Latino † (circa 558/560 - ?)
- Lando ? † (menzionato nel 743)

### Vescovi titolari
- Pieter Antoon Nierman † (21 maggio 1969 - 29 novembre 1970 dimesso)
- Ramón Mantilla Duarte, C.SS.R. † (16 gennaio 1971 - 26 aprile 1977 nominato vescovo di Garzón)
- Hugo Eugenio Puccini Banfi (9 dicembre 1977 - 4 dicembre 1987 nominato vescovo di Santa Marta)
- Gerard Bernacki † (18 marzo 1988 - 21 dicembre 2018 deceduto)
- Luigi Roberto Cona, dal 26 ottobre 2022